# Limosina mediospinosa
Limosina mediospinosa är en tvåvingeart som först beskrevs av Oswald Duda 1925.  Limosina mediospinosa ingår i släktet Limosina och familjen hoppflugor. Inga underarter finns listade i Catalogue of Life.